# Lupe Yáñez
Guadalupe Carla Yáñez Heredia, detta Lupe (La Paz, 1º aprile 1956 – 7 marzo 2012), è stata una cestista e allenatrice di pallacanestro boliviana.

## Carriera
Con la Bolivia ha disputato i Campionati mondiali del 1979.